# Eremiaphila cycloptera
Eremiaphila cycloptera è una specie di mantide religiosa appartenente al genere Eremiaphila.